# Krišjānis Barons

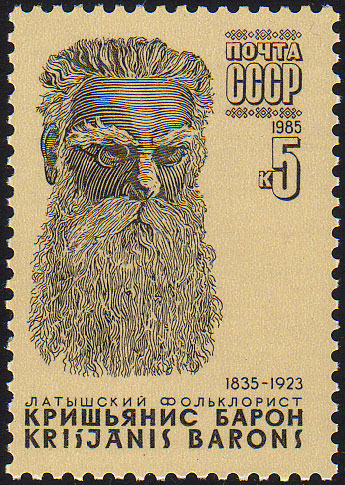
Radziecki znaczek pocztowy z 1985 roku z podobizną Baronsa

Krišjānis Barons (ur. 31 października 1835 w Strutele, zm. 8 marca 1923 w Rydze) – łotewski pisarz i folklorysta.

## Życiorys
Po ukończeniu gimnazjum w Jełgawie rozpoczął studia matematyczne na uniwersytecie w Tartu, które ukończył w 1856 roku.
Wraz z Jurisem Alunānsem zapoczątkował łotewski romantyzm, reprezentował ruch młodołotewski. Po ustąpieniu Alunānsa z funkcji redaktora naczelnego pisma „Pēterburgas Avīzes” (ukazywało się w latach 1862–1865), sam objął tę funkcję. Na łamach pisma publikował m.in. artykuły, poświęcone łotewskiej literaturze i kulturze, jak również własne utwory literackie.
Zebrał, opracował i opublikował zbiór ludowych pieśni łotewskich. Monumentalna praca Latvju dainas (‘pieśni łotewskie’) zawarta w sześciu tomach, była wydawana w latach 1894–1915 i zawierała ogromną kolekcję ok. 217 tys. utworów, zwanych dainami.
Barons pisał ponadto opowiadania, wiersze i felietony.
Zmarł 8 marca 1923.

## Upamiętnienie
Podobizna pisarza znajdowała się na banknotach 100 łatowych.
Jego imieniem nazwano planetoidę (3233) Krišbarons, która otrzymała swą nazwę w 1987 roku oraz ulice w Rydze i Rzeżycy.
W 1989 r. powstał fabularny film biograficzny o Krišjānisie Baronsie pt. "Dzīvīte" w reżyserii Aivarsa Freimanisa z Valdemārsem Zandbergsem w roli głównej.